# Donald J. Kutyna

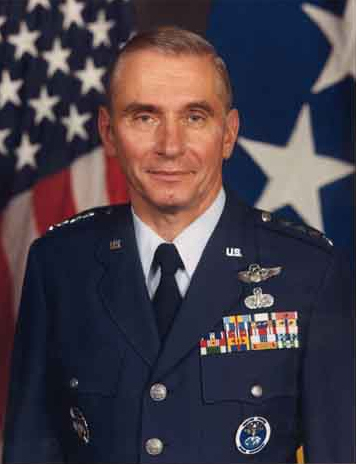
Donald J. Kutyna

Donald Joseph Kutyna (* 6. Dezember 1933 in Chicago, Illinois) ist ein pensionierter General der United States Air Force. Er war unter anderem Kommandeur des Air Force Space Command, des United States Space Command und des North American Aerospace Defense Command (NORAD).

## Leben
Donald Kutyna besuchte die öffentlichen Schulen seiner Heimat und studierte danach zwei Jahre lang bis 1951 an der University of Iowa. In den Jahren 1953 bis 1957 durchlief er die United States Military Academy in West Point. Nach seiner Graduation entschied er sich für eine Laufbahn in der Air Force. In dieser durchlief er anschließend alle Offiziersränge vom Leutnant bis zum Vier-Sterne-General.
Im Lauf seiner militärischen Karriere absolvierte er verschiedene Kurse und Schulungen. Dazu gehörten unter anderem eine Ausbildung zum Kampfpiloten und weitere Fortbildungskurse als Pilot neuer Flugzeugtypen und das Industrial College of the Armed Forces in Fort Lesley J. McNair in Washington, D.C. Außerdem erhielt er einen akademischen Grad vom Massachusetts Institute of Technology (MIT).
Zwischen Dezember 1969 und Januar 1971 war Donald Kutyna im Vietnamkrieg eingesetzt. Dabei gehörte er zur 44. Taktischen Kampfstaffel (44th Tactical Fighter Squadron) die auf der Takhli Royal Thai Air Force Base in Thailand stationiert war. Von dort aus flog er etwa 120 Kampfeinsätze. In den folgenden Jahren war er auf verschiedenen Stützpunkten in den Vereinigten Staaten stationiert. Dabei war er als Pilot, Flugausbilder oder Stabsoffizier bei unterschiedlichen Einheiten tätig. Dazwischen absolvierte er die erwähnten Schulungen. Als Stabsoffizier war er unter anderem im Hauptquartier der Air Force tätig.
Nach dem Ende seines Studiums am Industrial College of the Armed Forces wurde er im Juli 1976 auf die Hanscom Air Force Base in Massachusetts versetzt. Dort gehörte er in unterschiedlichen Funktionen dem Stab der Electronic Systems Division an, die dem Air Force Materiel Command unterstand. Im Juni 1982 wurde er zum Stab des Space Systems Command in Los Angeles versetzt. Als deputy commander for space launch and control systems war er unter anderem für das Space-Shuttle-Programm verantwortlich. Diese Aufgabe bekleidet er bis zum Juni 1984. Dann wurde er zum Hauptquartier der Air Force versetzt. Dort war er Abteilungsleiter für Weltraumsysteme (director of space systems). Nach der Explosion der Raumfähre Challenger im Januar 1986 gehörte Kutyna zu der Kommission, die mit der Untersuchung des Unfalls betraut wurde.
Im Juni 1986 kehrte er auf die Air Force Base in Los Angeles zurück, wo er stellvertretender Kommandeur der Weltraum-Division (Space Division) wurde. Dieses Amt bekleidete er bis zum November 1987. Es folgte eine Versetzung auf die Peterson Air Force Base in Colorado. Am 29. Oktober 1987 übernahm er dort als Nachfolger von Maurice C. Padden das Kommando über das Air Force Space Command. Dieses Amt hatte er bis zum 29. März 1990 inne, als er von Thomas S. Moorman Jr. abgelöst wurde.
Als Nächstes erhielt er das Kommando über das United States Space Command und das North American Aerospace Defense Command. Diese Ämter bekleidete er zeitgleich zwischen dem 1. April 1990 und dem 30. Juni 1992. In beiden Funktionen war er Nachfolger von John L. Piotrowski. Auch sein Nachfolger Charles A. Horner übte beide Kommandos aus. Anschließend schied Kutyna aus dem aktiven Militärdienst aus.
Während seiner aktiven Zeit als Militärpilot absolvierte er über 4500 Flugstunden auf verschiedenen Flugzeugtypen.

## Orden und Auszeichnungen
Donald Kutyna erhielt im Lauf seiner militärischen Laufbahn unter anderem folgende Auszeichnungen:
- Defense Distinguished Service Medal
- Air Force Distinguished Service Medal
- Legion of Merit
- Distinguished Flying Cross
- Air Medal
- Air Force Commendation Medal